# Dipartimento di Bir Moghrein
Il dipartimento di Bir Moghrein è un dipartimento (moughataa) della Mauritania situato nella regione di Tiris-Zemmour; ha con capoluogo Bir Moghrein, unico comune del dipartimento.